# Stephen Laybutt
Stephen Laybutt (født 3. september 1977, død 13. januar 2024) var en australsk fodboldspiller.
Stephen Laybutt forsvandt efter at være rejst fra Sydney fredag 12. januar og blev efter en omfattende eftersøgning fundet død søndag 14. januar 2024 i et naturområde nær Cabarita Beach ved kysten syd for Brisbane.

## Australiens fodboldlandshold
| Australiens landshold | Australiens landshold | Australiens landshold |
| År                    | Kmp                   | Mål                   |
| --------------------- | --------------------- | --------------------- |
| 2000                  | 8                     | 1                     |
| 2001                  | 2                     | 0                     |
| 2002                  | 0                     | 0                     |
| 2003                  | 1                     | 0                     |
| 2004                  | 4                     | 0                     |
| Total                 | 15                    | 1                     |